# Kameradschaft Süd
Kameradschaft Süd ist der Name einer neonazistischen Gruppierung, die dem vordergründig parteipolitisch unabhängigen Spektrum der freien Kameradschaften angehört. Bekannt wurde sie wegen eines im Jahr 2003 geplanten Bombenattentats bei der Grundsteinlegung für das jüdische Kulturzentrum in München. Der deutsche Verfassungsschutz bewertet die Gruppe als eine terroristische Vereinigung, ebenso wie mehrere Gerichtsentscheidungen über Mitglieder der Gruppierung.

## Die Kameradschaft
Ein damaliger Neonazi gründete im Dezember 2001 die „Kameradschaft Süd – Aktionsbüro Süddeutschland“ (AS). Nach dessen Verurteilung zu einer 15-monatigen Freiheitsstrafe ohne Bewährung übernahm der Rechtsextremist Martin Wiese die Führungsrolle bei der „Kameradschaft Süd“. Der Kameradschaft gehörten etwa 25 Neonazis und rechtsextreme Skinheads an. Sie trat vornehmlich durch die Teilnahme an Demonstrationen (etwa gegen die Wehrmachtsausstellung) und Diskussionen im Raum München in Erscheinung. Enge Kontakte zur Sammelbewegung „Demokratie direkt“ soll es ebenfalls gegeben haben. Die Kameradschaft sah sich auch in der Nachfolge der Wehrsportgruppe Hoffmann, aus deren Umfeld 1980 ein Anschlag auf das Münchner Oktoberfest begangen wurde. Im Laufe von Ermittlungen wegen eines Körperverletzungsdelikts wurden bei Mitgliedern der Kameradschaft Waffen und Sprengstoff gefunden und Anschlagspläne auf das Oktoberfest oder ein jüdisches Zentrum vermutet. Der darauf folgende Prozess erfuhr bundesweite Beachtung.
Nach der Verhaftung der Führungsköpfe kam die Gruppe fast zum Erliegen. Im April 2004 allerdings waren wieder Webseiten der Kameradschaft Süd beziehungsweise des „Aktionsbüro Süd“ erreichbar, die zusammen mit Webseiten des „Nationalen Infotelefon (NIT) Süddeutschland“ und des „Kampfbund Deutscher Sozialisten (KDS) München“ unter einem Dach als „Widerstand Süd“ erschienen. Derzeit scheinen sie aber wieder aus dem Netz verschwunden zu sein. Als Domänenanmelder fungierte beim Neustart nach der Auflösung der Gruppierung der inzwischen aus der Haft entlassene Gründer unter der Adresse der Justizvollzugsanstalt Bernau am Chiemsee. Der Gründer wurde von Friedhelm Busse, den er in der JVA Bernau kennengelernt hatte, zum Nachfolger „in der Führung des Nationalen Widerstandes“ ernannt.
Zum Jahreswechsel 2004/05 geriet die Kameradschaft Süd erneut in die Schlagzeilen, weil sie den Saalschutz für ein „politisches Neujahrstreffen“ mit Beteiligung des sächsischen NPD-Vorsitzenden Holger Apfel in München übernahm. Dieses war vom inzwischen verstorbenen Münchener Stadtrat Johann Weinfurtner organisiert worden. Weinfurtner war Mitglied der Republikaner und hatte auch über seinen Verein Demokratie direkt Kontakt zu Martin Wiese. Die Republikaner schlossen ihn nach eigenen Angaben aus der Partei aus, Weinfurtner erkannte dies aber nicht an.

## Geplante Anschläge
Bundesweit bekannt geworden ist der Name „Kameradschaft Süd“ vor allem durch Medienberichte seit September 2003, als mehrere Mitglieder dieser Vereinigung wegen eines geplanten Sprengstoffattentats bei der Grundsteinlegung für das Jüdische Zentrum München am St.-Jakobs-Platz festgenommen wurden. Wiese soll, so der Vorwurf, zusammen mit der von ihm gegründeten „Schutzgruppe“ (SG) pünktlich zum 65. Jahrestag der Reichspogromnacht am 9. November 2003 einen Sprengstoffanschlag auf das neue jüdische Zentrum in München ins Auge gefasst und sich zu diesem Zweck Sprengstoff verschafft haben. Weitere Anschläge waren auf Moscheen, eine griechische Schule in München und Asylbewerberheime geplant. Insgesamt wurden 14 Kilogramm Sprengstoff sichergestellt, darunter 1,7 Kilogramm TNT. Bayerns Innenminister Günther Beckstein sprach damals von einer „Braunen Armee Fraktion“. Zugleich wurde ab dem 11. September 2003 – der Generalbundesanwalt hatte inzwischen die Ermittlungen übernommen – wegen des Verdachts der Bildung einer terroristischen Vereinigung (§ 129a StGB) ermittelt. Insgesamt wurden 14 Haftbefehle erlassen, drei davon gegen Frauen. Im April 2004 erhob der Generalbundesanwalt Anklage gegen fünf und im Juni gegen vier weitere Personen, Martin Wiese, Karl-Heinz Statzberger, David Schulz und Alexander Maetzing.

### Vorgeschichte
Als es darangehen sollte, Sprengstoff für die geplanten Anschläge zu besorgen, fuhren zwei der später Angeklagten nach Polen und suchten dort in einem Waldgebiet nach Minen. Aus den gefundenen Minen lösten sie zwei Eimer des vermeintlichen Sprengstoffs heraus. Es handelte sich um Übungsminen, die Masse war praktisch nichts anderes als Gips. Wenig später waren sie in Mecklenburg-Vorpommern an eine Panzerfaustgranate gekommen, die sie aufsägten, um den enthaltenen Sprengstoff zu entnehmen. Allein dieser Sprengstoff hätte ausgereicht, um eine verheerende Wirkung zu erzielen. Als die Pläne konkreter wurden, hatte sich eine damals 18-jährige Kameradin als Selbstmordattentäterin angeboten.

### Die Gerichtsverfahren
Am 6. Oktober 2004 begann vor dem Staatsschutzsenat des Bayerischen Obersten Landesgerichts das Verfahren gegen fünf als Mitläufer eingestufte Angehörige der rechtsextremen „Kameradschaft Süd“. Dabei wurde noch am Eröffnungstag der Prozesse die Öffentlichkeit ausgeschlossen, und zwar unter Verweis auf die Jugend der Angeklagten, die zwischen 18 und 23 Jahre alt waren.
Laut Anklageschrift der Bundesanwaltschaft sei das Ziel der Gruppe die „Beseitigung der freiheitlich demokratischen Grundordnung zugunsten eines nationalsozialistisch geprägten Herrschaftssystems“ gewesen. Diesem Vorhaben entsprechend schwer waren auch die Anklagepunkte: Verstoß gegen das Waffen- und Sprengstoffgesetz, Verstoß gegen das Kriegswaffenkontrollgesetz und Mitgliedschaft in einer terroristischen Vereinigung. Die Mindeststrafe für die beiden letztgenannten Delikte beträgt nach deutschem Recht ein Jahr Freiheitsstrafe.
Der 24. November 2004 war der Termin für den Start der öffentlichen Hauptverhandlung gegen den als Rädelsführer angeklagten Martin Wiese und drei weitere Angeklagte.
Das Verfahren, das unter scharfen Sicherheitsvorkehrungen stattfand, sollte zeigen, dass der Staat gegenüber gewaltbereiten Extremisten wehrhaft ist. Die taz befürchtete jedoch: „Hat man jedoch die feixenden stadtbekannten Münchner Rechtsextremisten gesehen, die am ersten Verhandlungstag des Mitläuferverfahrens unter den Zuschauern im Gerichtssaal saßen, wird allerdings deutlich, dass ein so prominentes und aufwändiges Verfahren auch eine andere Reaktion auslösen kann: Die militante Rechte fühlt sich nun als Gegner des Staates endlich ernst genommen.“ Diese Befürchtungen bestätigten sich indes nicht. Der Prozess ging allerdings keineswegs problemlos über die Bühne. So war eine V-Person in der Gruppe aktiv gewesen, so dass – unter anderem in einer TV-Sendung – der Vorwurf erhoben worden war, die der Gruppe um Wiese zur Last gelegten Straftaten seien von einem Nachrichtendienst „angeschoben“ worden. Die Einbindung von V-Personen war seinerzeit schon beim Prozess zum Verbot der NPD ein Grund, weshalb das Verfahren erfolglos abgebrochen wurde. Bayerns Innenminister Günther Beckstein (CSU) hatte indes die Aktivitäten der V-Person – die bereits in der Anklageschrift als solche benannt worden war – bestätigt. Eine Einflussnahme konnte aber im Laufe des Verfahrens ausgeschlossen werden. Die V-Person berichtete in öffentlicher Hauptverhandlung von ihrer ordnungsgemäßen Tätigkeit. Auch auf das – infolge eines zwischenzeitlich ergangenen Urteils des Bundesverfassungsgerichts rechtlich nicht unproblematische – Verlesen von Mitschriften eines sog. „großen Lauschangriffs“ konnte verzichtet werden, da die Front der Angeklagten im Laufe der Verhandlung aufbrach und von manch einem der Tatvorwurf eingeräumt wurde.

### Verurteilung
Das Gericht verurteilte Anfang Mai 2005 den 29-jährigen Martin Wiese unter anderem wegen Rädelsführerschaft in einer terroristischen Vereinigung zu sieben Jahren Haft. Die drei Mitangeklagten wurden – ebenso wie vier der einen Monat zuvor im ersten Prozess verurteilten Angeklagten – der Mitgliedschaft in einer terroristischen Vereinigung schuldig gesprochen und erhielten jeweils mehrjährige Haftstrafen.